# Philoponella collina
Philoponella collina är en spindelart som först beskrevs av Eugen von Keyserling 1883.  Philoponella collina ingår i släktet Philoponella och familjen krusnätsspindlar.
Artens utbredningsområde är Peru. Inga underarter finns listade i Catalogue of Life.